# Kondensstribe
En kondensstribe er en lang, hvid sky, der er skabt af udstødningsgasserne af fly. Kondensstriber dannes, fordi udstødningsgasserne indeholder både vanddamp og små urenheder. Vanddampen, som bliver til iskrystaller i den -40° kolde luft, bliver, sammen med urenheder som f.eks. sodpartikler og støvpartikler fra turbinerne, til kondensationskerner. Kondensationskerner gør det muligt for vanddamp i atmosfæren at samle sig, hvilket igen gør det muligt for skyer at opstå. For at opnå en temperatur på -40°, skal man 8 km op i luften.
Da kondensstriberne er skabt af fly, er de kunstige skyer. Det betyder, de kan overleve fra nogle minutter, hvis luften er tør, og helt op til nogle timer, hvis der er fugt i luften. Det afhænger af vind-, temperatur- og fugtighedsforholdene i luften. Udover det, betyder det, at de kan opstå steder hvor der normalt ikke findes skyer.

## Kondensstribers indvirkning på atmosfæren
Skyer som kondensstriber er blevet hævdet at have indvirkning på atmosfæren. Forskere hævder, at der formentlig er en sammenhæng, men at sammenhængen er uklar, og teorierne er ikke verificeret.

## Eksterne links
- Wikimedia Commons har flere filer relateret til Kondensstribe
- What is a contrail and how does it form?, National Weather Service (engelsk)
- Er flystriber på himlen farlige for mennesker?, videnskab.dk, 25.08.13